# 班杰·阿尔·杜塞里
班杰·阿尔·杜塞里（羅馬化：Banjar Al-Dosari，1981年8月8日—），全名班杰·穆罕默德·阿尔·杜塞里（羅馬化：Banjar Mohammed Al Dosari），卡塔尔足球裁判，2008年成为国际足球裁判。
杜塞里执法过世界杯足球赛亚洲区外围赛、亚洲杯足球赛、亚洲冠军联赛、亚洲足协杯、海湾国家杯等国家队和俱乐部赛事。他还执法了2013年中国足球超级联赛第1轮上海申花主场与天津泰达的比赛。